# Stenidius contractipennis
Stenidius contractipennis is een keversoort uit de familie snoerhalskevers (Anthicidae). De wetenschappelijke naam van de soort is voor het eerst geldig gepubliceerd in 1911 door Pic.